# Eli Zero
 (juillet 2025).
 (janvier 2025).
La Eli Zero est une voiture sans permis électrique à deux place produite depuis 2024.

## Historique
Présentation
La voiture a été présentée sous forme de concept-car au Consumer Electronics Show de 2017.

## Caractéristiques techniques

### Motorisation et batterie
Eli Zero dispose d'une propulsion aérienne de 4 kW qui lui permet d'atteindre la vitesse maximum de 40 km/h.
La batterie lithium-fer-phosphate est disponible en deux format :
- 5,8 kWh ce qui confère une autonomie de 80 km.
- 8 kWh pour une distance allant jusqu’à 110 km.

La recharge devrait pouvoir être effectuée en 2,5 et 3,5 heures.

### Carrosserie
Les dimensions de la voiture sont de 2 250 x 1 379 x 1 635 mm.
Elle permet au deux passagers de s’asseoir côte à côte[réf. souhaitée].
Le coffre a une capacité de 160 litres.

## Production
La Eli Zero est produite depuis 2024 en Chine et distribuée dans 13 pays